# Waynesboro (Tennessee)
|  | Aquest article tracta sobre la poblcació de Tennessee. Vegeu-ne altres significats a «Waynesboro». |

Waynesboro és una població dels Estats Units a l'estat de Tennessee. Segons el cens del 2000 tenia 2.228 habitants.

## Demografia
Segons el cens del 2000, Waynesboro tenia 2.228 habitants, 954 habitatges, i 601 famílies. La densitat de població era de 349,7 habitants/km².
Dels 954 habitatges en un 27,7% hi vivien nens de menys de 18 anys, en un 47,1% hi vivien parelles casades, en un 13,1% dones solteres, i en un 37% no eren unitats familiars. En el 35,1% dels habitatges hi vivien persones soles el 18,3% de les quals corresponia a persones de 65 anys o més que vivien soles. El nombre mitjà de persones vivint en cada habitatge era de 2,21 i el nombre mitjà de persones que vivien en cada família era de 2,84.
Per edats la població es repartia de la següent manera: un 23,1% tenia menys de 18 anys, un 7,7% entre 18 i 24, un 25,9% entre 25 i 44, un 23,4% de 45 a 60 i un 19,9% 65 anys o més.
L'edat mediana era de 40 anys. Per cada 100 dones de 18 o més anys hi havia 79,6 homes.
La renda mediana per habitatge era de 25.196 $ i la renda mediana per família de 33.917 $. Els homes tenien una renda mediana de 27.263 $ mentre que les dones 17.379 $. La renda per capita de la població era de 15.037 $. Entorn del 14% de les famílies i el 16,3% de la població estaven per davall del llindar de pobresa.

## Poblacions més properes
El següent diagrama mostra les poblacions més properes.